# Chư Kỵ

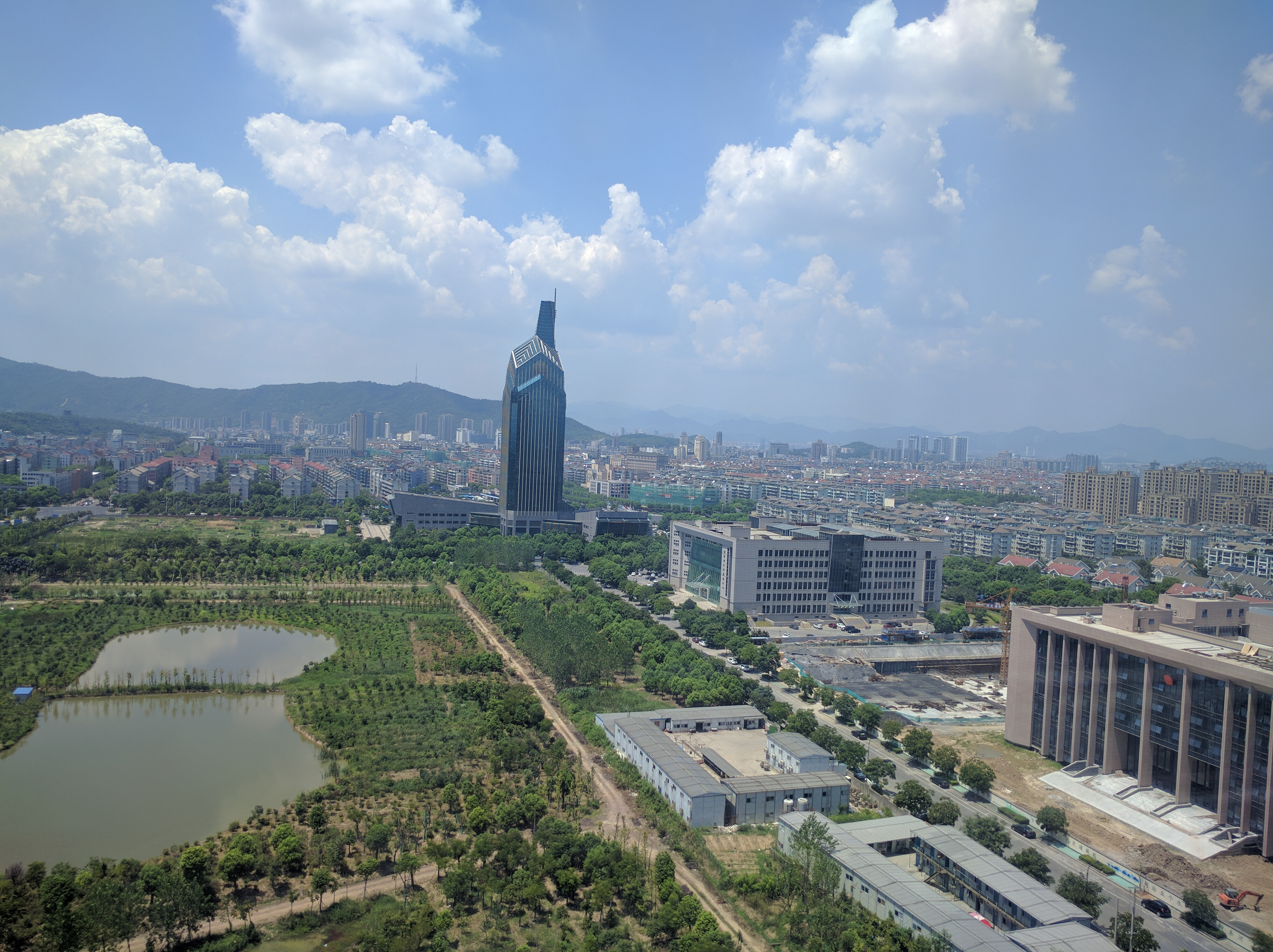
Chư Kỵ

Chư Kỵ (chữ Hán phồn thể: 諸暨市, chữ Hán giản thể: 诸暨市, âm Hán Việt: Chư Kỵ thị) là một thành phố cấp phó địa khu thuộc địa cấp thị Thiệu Hưng, tỉnh Chiết Giang, Cộng hòa Nhân dân Trung Hoa. Thành phố Chư Kỵ có diện tích 2311 ki-lô-mét vuông, dân số 1,05 triệu người. Mã số bưu chính của Chư Kỵ là 311800. Chính quyền thành phố đóng ở 26 đường Hồng Kỳ, nhai đạo Chư Dương.
Về mặt hành chính, thành phố này được chia thành 3 nhai đạo, 23 trấn. Tổng cộng có 22 khu xã, 1301 ủy ban thôn:
- Nhai đạo biện sự xứ: Chư Dương, Đào Châu, Hoán Đông.
- Trấn: Thứ Ô, Điếm Khẩu, Nguyễn Thị, Trực Phu, Giang Tảo, Sơn Hạ Hồ Phong Kiều, Đại Đường, Triệu Gia, Mã Kiếm, Thảo Tháp, Bài Đầu, Đồng Sơn, An Hoa, Nhai Đình, Hoàng Sơn, Lý Dũng, Đông Bạch Hồ, Lĩnh Bắc, Trần Trạch, Vương Gia Tỉnh, Ứng Điếm Nhai, Ngũ Tiết.
- Hương: Đông Hà.

## Nhân vật nổi tiếng
Một trong tứ đại mỹ nhân Trung Hoa, Tây Thi sinh ra tại Chư Kỵ.